# Luhan

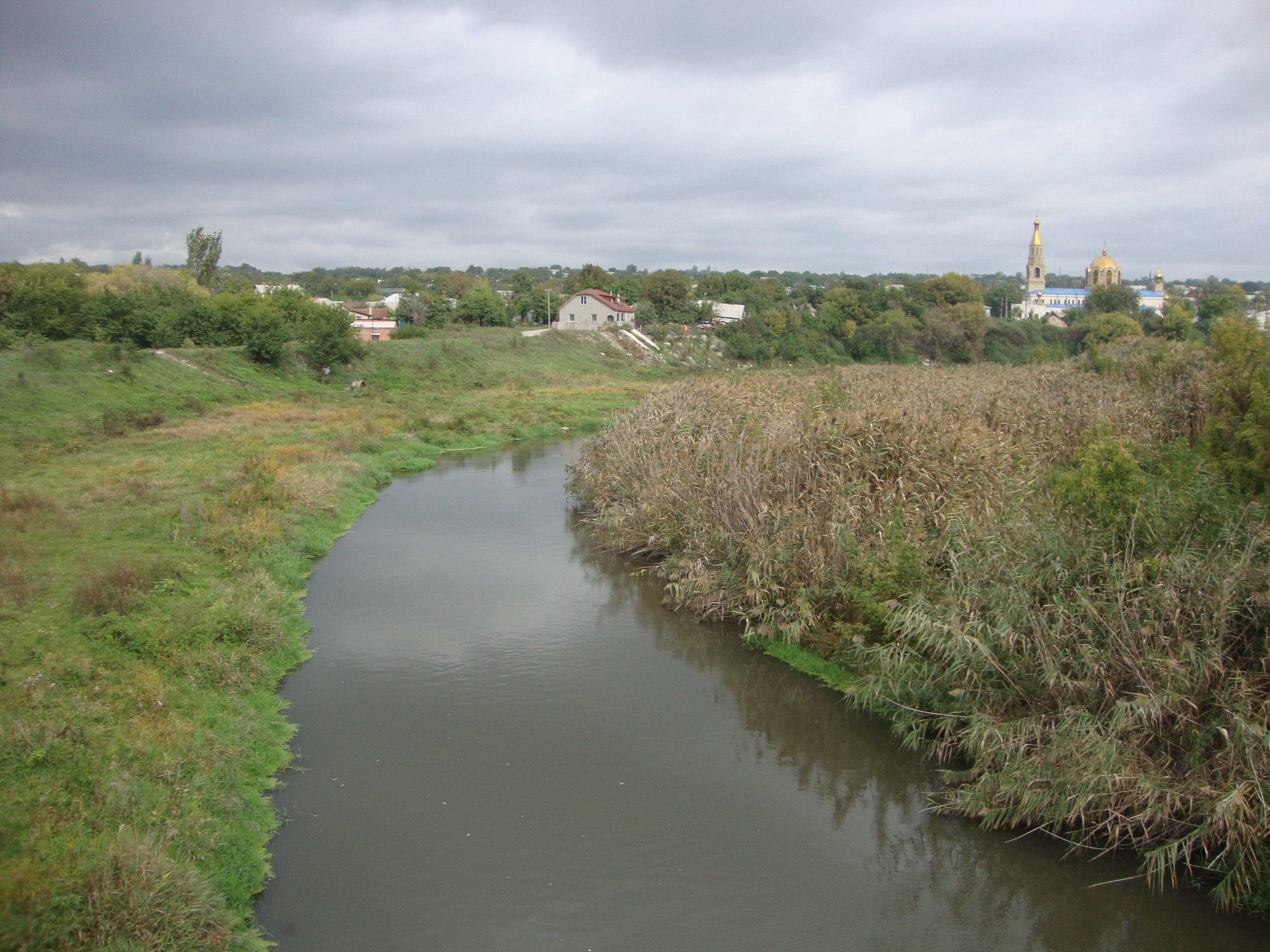
Luhan

Luhan (ryska: Луга́нь Lugan, ukrainska: Луга́нь) är en 198 km lång biflod till Donets i Luhansk oblast i Ukraina.
Staden Luhansk ligger vid Luhan.